# بنبيوتولول
بنبيوتولول وهو دواء محصر لمستقبلات بيتا يستعمل في علاج فرط ضغط الدم. لهذا الدواء القابلية على الارتباط بمستقبل بيتا-1 ومستقبل بيتا-2 الأدريناليين، لذا فهو محصر مستقبلات بيتا غير انتقائي.:Table 10-2, p 252 كما أن بنبييوتولول دواء محاك للودي وذو مواصفات تسمح له بأن يكون ناهضا جزئيا لمستقبلات بيتا الأدرينالية.
حصل الدواء على ترخيص إدارة الغذاء والدواء الأمريكية في عام 1987 لكنه سحب من الأسواق في عام 2015، ولم يكن السحب لأسباب تتعلق بسلامة استخدامه